# NGC 1007
NGC 1007 ist eine Linsenförmige Galaxie vom Hubble-Typ S0/a? im Sternbild Walfisch südlich der Ekliptik. Sie ist schätzungsweise 317 Millionen Lichtjahre von der Milchstraße entfernt und hat einen Durchmesser von etwa 55.000 Lichtjahren.
Im selben Himmelsareal befinden sich u. a. die Galaxien NGC 1004, NGC 1008, NGC 1016, IC 241.
Das Objekt wurde von dem deutschen Astronomen Albert Marth am 15. Januar 1865 mithilfe eines 48-Zoll-Teleskops entdeckt und später von dem dänischen Astronomen Johan Ludvig Emil Dreyer zunächst im Supplement zum General Catalogue of Nebulae and Clusters und in Folge dann im New General Catalogue verzeichnet.